# Centropogon aequatorialis
Centropogon aequatorialis este o specie de plantă din familia Campanulaceae. Este endemică în Ecuador. Habitatul său natural sunt pădurile montane subtropicale și tropicale umede.